# Els avantatges de ser un marginat (pel·lícula)
|  | «The Perks of Being a Wallflower» redirigeix aquí. Vegeu-ne altres significats a «Els avantatges de ser un marginat». |

Els avantatges de ser un marginat (títol original: The Perks of Being a Wallflower) és una pel·lícula del 2012 basada en la novel·la epistolar del mateix nom publicada en 1999. És protagonitzada per Logan Lerman, Emma Watson i Ezra Miller. Està adaptada i dirigida per Stephen Chbosky, autor del llibre. Està doblada al català.
La filmació va començar el 9 de maig de 2011, en Pittsburgh, Pennsilvània i es va estrenar el 21 de setembre del 2012 als Estats Units.

## Argument
En Charlie (Logan Lerman) és un estudiant de primer any de preparatòria. És molt introvertit i lent fent amics, acaba fent-se amic del seu professor de literatura, el Sr. Anderson (Paul Rudd), en el primer dia de classes. Charlie no vol que els seus pares es preocupin pel nerviós i aïllat que sol ser sempre.
En Charlie finalment es fa amic de dos nois d'últim grau, Patrick (Ezra Miller) i la seva germanastra Sam (Emma Watson), en un partit de futbol americà; Charlie s'enamora de la Sam. Després del partit, el porten a un restaurant local i el tornen a casa. Uns dies després, ell balla amb ells en un ball de secundària i després conviden a en Charlie a una festa a casa seva. A la festa, Charlie menja un brownie amb cànnabis sense saber que en portava i es queda drogat sense voler. Mentre està drogat, ell admet a la Sam que el seu millor i únic amic es va suïcidar l'any anterior. Com ell no té altres amics, ella i en Patrick decideixen que en Charlie sigui part del seu grup d'amics, que també inclouen: la Mary Elizabeth (Mae Whitman), en Brad (Johnny Simmons) i l'Alice (Erin Wilhelmi). En Charlie també es compromet a ajudar a la Sam a preparar-se per al seu exàmens per entrar a la Universitat Estatal de Pennsilvània. De camí a casa d'en Charlie, condueixen per un túnel i la Sam es posa dempeus en la part posterior de la camioneta mentre escolten una cançó coneguda a la pel·lícula com "The Tunnel Song" ("La Cançó del Túnel"), amb Charlie sentint-se infinit.
Al Nadal, el grup organitza un Amic Invisible. A pesar que la Sam no era l'Amic Invisible d'en Charlie, ella li regala una màquina d'escriure, per haver-la ajudada a preparar els seus exàmens. Ells comencen a parlar sobre les seves relacions: en Charlie li confessa que no ha tingut xicota ni ha besat a una noia. Ella també confessa que el cap del seu pare la va fer un petó quan tenia 11 anys. La Sam després li diu que vol que el primer petó d'en Charlie sigui d'algú que l'estima i ella li fa un petó a en Charlie.
La Sam, en Patrick i la resta dels seus amics són part de The Rocky Horror Picture Show en un teatre. La Sam fa de Janet i en Patrick de Dr. Frank-N-Furter. Amb el temps, en Charlie forma part de l'elenc quan el xicot de la Sam, Craig, no pot. Una nit, en Charlie reemplaça al xicot de la Sam, i ha de mirar a la Sam en roba interior i tocar els seus pits. Un temps després, la Mary Elizabeth el convida a un ball de l'escola i en Charlie accepta. Després del ball, la Mary Elizabeth porta a en Charlie a casa seva i es besen, i ella declara com de contenta n'està de tenir-lo com a xicot. Com no vol ferir els seus sentiments, en Charlie segueix sent de mala gana el seu xicot.
La Mary Elizabeth domina la relació, i Charlie cada cop n'està més fart d'ella. En una festa, ells se separen durant un joc de Veritat o Repte quan en Charlie, sense pensar, fa un petó a la Sam després d'haver estat reptat a besar a la noia més bufona de l'habitació, i una precipitació es produeix. En Charlie torna a l'aïllament i la solitud després que en Patrick li diu que s'allunyi mentre les coses es calmen. Durant l'aïllament dels seus amics, en Charlie té records de la mort de la seva tieta Helen, que va morir un accident de cotxe en el seu setè aniversari.
Més tard, en Patrick trenca amb el seu xicot Brad, un atleta popular que es troba a l'armari, després que el seu estricte pare els trobés junts i comencés a colpejar al seu fill. A la cafeteria de l'escola, en Brad diu a en Patrick que és un "marieta". Ell s'enfuria i ataca a en Brad, però els seus amics el defensen i el colpegen fins que en Charlie intervé. Ell es desmaia, i en despertar-se, veu que els seus artells estan amb blaus, els amics d'en Brad al terra i tots els estudiants mirant-lo com un rar. Després d'això, la Sam, en Patrick i la resta del grup es reconcilen amb en Charlie i tornen a ser amics; la Mary Elizabeth va superar la ruptura amb ell.
La Sam ho deixa amb Craig després de saber que ell l'ha estat enganyant tot el temps. Ella rep la seva carta d'acceptació per a la universitat de Pennsilvània, dient que ha de partir immediatament per a un programa d'estiu d'integració. La nit abans que ella marxi, la Sam porta a en Charlie a la seva habitació on li pregunta per què mai la va convidar a sortir, i després de diverses confessions sinceres entre si, es besen. Quan ella el comença a tocar sexualment al llit, Charlie es retira breument. Al matí, Charlie s'acomiada mentre la Sam i en Patrick surten cap a la universitat, deixant-lo emocionalment sacsejat i solament de nou.
En Charlie se'n va cap a casa seva que està buida, amb records severs i tristos de la seva tieta Helen i la seva mort. Ell truca a la seva germana, Candace (Nina Dobrev), on es culpa per la mort de la seva tieta, perquè va morir portant-li el seu regal d'aniversari. Ella creu que es vol suïcidar, llavors li diu a una amiga seva que truqui a la policia. En Charlie és la cuina mirant a un llarg ganivet, i es desmaia quan la policia arriba, trencant la porta. Ell desperta en un hospital. Li explica a la doctora que la seva tieta a vegades estava boja, per això té aquestes visions. La doctora li explica als seus pares que en Charlie era abusat sexualment per la seva tieta quan era un nen i que ell ha reprimit els records, perquè ell sempre l'ha estimada.
En Charlie entra a teràpia, es recupera i torna a casa seva, on és visitat per la Sam i en Patrick. Els tres van a un restaurant i la Sam explica com és la vida a la universitat, i com ella va trobar "La Cançó del Túnel" que en Charlie estava buscant. Els tres visiten el mateix túnel; en Charlie fa un petó a la Sam i aquesta vegada ell es posa dempeus en la part posterior mentre van conduint la camioneta escoltant "La cançó del Túnel", que no és una altra que "Heroes" de David Bowie.

## Producció

### Desenvolupament
Mr. Mudd Productions (els productors de Juno) van tractar de contractar a Stephen Chbosky —autor de la novel·la— per a l'adaptació de la pel·lícula. Els productors després van contractar a Chbosky per escriure un guió adaptat i per dirigir el projecte. Chbosky va incorporar tant idees de ficció com experiències personals a la novel·la. Després de cinc anys pensant en aquests elements, va tenir la idea d'escriure la novel·la durant un període difícil de la seva vida. Estava experimentant una desagradable ruptura de la seva pròpia, el que el va portar a preguntar-se: "Per què les bones persones es deixen tractar tan malament?" L'autor va tractar de respondre a la pregunta amb la frase "acceptem l'amor que creiem que mereixem". Aquesta cita fa referència a la lluita per trobar l'amor propi, abastant la vida i l'esperança per al futur, i no només l'amor romàntic.
La història va començar quan Chbosky estava a l'escola, evolucionant a partir d'un altre llibre en el qual estava treballant. En aquest llibre va escriure la frase, "suposo que això és només un dels avantatges de ser un gira-sol", el que el va portar a adonar-se "que en algun lloc d'això ... era el nen que realment estava tractant de trobar." Chbosky va començar a escriure la novel·la l'estiu de 1996 mentre estava a la universitat, i en deu setmanes va completar la història. La va reescriure en dos esborranys més, concloent la versió publicada l'estiu de 1998.
Charlie es basava vagament en Chbosky mateix. Igual que la novel·la en si, Chbosky va incloure gran part dels seus propis records del temps que va viure a Pittsburgh a la pel·lícula. Els altres personatges eren manifestacions de la gent que Chbosky havia conegut al llarg de la seva vida; Chbosky es va centrar en les lluites de les persones i el que els apassiona, tractant de fixar la naturalesa mateixa de cada un dels personatges. Els personatges de Sam i Patrick eren una "amalgama i celebració" de diverses persones que Chbosky ha conegut; Sam es basava en noies que confiaven en ell, i Patrick era "tots els nens que coneixia que eren gais i trobar el seu camí a la seva pròpia identitat."
Poc després del llançament de la novel·la, Chbosky va començar a escriure un guió per a ella. Chbosky va recordar una reunió amb el seu agent dient: "El meu agent va dir que la mitjana d'una trucada a la setmana, ja sigui de productors que l'opti o d'un escriptor o director que vol adaptar-se. Fins i tot una companyia de cinema alemanya, no conec el nom de la companyia, però volien comprar-la i convertir-la en una pel·lícula alemanya, que m'encantaria veure, d'una manera alternativa a l'univers. Sí, hi havia moltes ofertes, però no podia deixar-ho anar. No sé com vendre una cosa tan personal. I sobretot el que el llibre significava per als fans: no podia deixar que anés a ningú més. Li devia als fans una pel·lícula que era digna del seu amor pel llibre." Quan finalment es va asseure i va començar a escriure el guió, el va trobar més difícil que el llibre. La novel·la va trigar només quatre mesos a escriure, mentre que el guió el va portar un any.
Chbosky no vendria els drets de la pel·lícula a menys que un estudi també li permetés adaptar i dirigir la pel·lícula. La productora de John Malkovich, Mudd Productions, va comprar els drets de la pel·lícula i va deixar que Chbosky escrivís el guió i dirigís la pel·lícula.
Després de descobrir, des del seu agent, que ningú a Hollywood volia finançar la pel·lícula a causa del seu tema, Emma Watson va volar a Los Angeles per presentar la pel·lícula i es va reunir amb múltiples executius d'estudi de tots els estudis de cinema importants com Paramount, Warner Bros., Walt Disney Pictures, etc. El gener de 2011 després que Watson es reunís i llancés la pel·lícula a Erik Feig, va donar llum verda, cosa que va portar a Summit a adquirir els drets de distribució.  El mes següent, Summit va buscar un comprador per al projecte al Mercat de Cinema Europeu celebrat simultàniament amb el Festival Internacional de Cinema de Berlín.

### Càsting
Al maig del 2010, es va informar que els actors Logan Lerman i Emma Watson estaven en negociacions per participar en la pel·lícula. El gener de 2011, es van adquirir els drets de distribució per produir la pel·lícula. Al febrer del mateix any, Lerman i Watson van ser confirmats com Charlie i Sam. Aquest mateix mes, els productors van buscar un comprador per a la pel·lícula al mercat del Cinema Europeu (celebrat simultàniament amb el Festival Internacional de Cinema de Berlín).
A l'abril de 2011 l'actriu Mae Whitman va signar per al paper de Mary Elizabeth, mentre que Nina Dobrev, protagonista de The Vampire Diaries va ser triada per interpretar a Candace i Paul Rudd va ser triat com Bill aquest mateix mes.
El 9 de maig del 2011, Kate Walsh va anunciar, a través del seu Twitter, que va ser triada en la pel·lícula com la mare de Charlie.

## Filmació
La pel·lícula es va filmar a l'Àrea Metropolitana de Pittsburgh, des del 9 de maig fins al 29 de juny del 2011. El rodatge inicial va donar lloc en South Hill i Upper St. Clair, també es va rodar a l'escola secundària Peters Township.
Les escenes dels personatges en el teatre veient The Rocky Horror Picture Xou van ser filmades en The Hollywood Theater en Dormont, aquesta escena es deu al fet que Stephen Chbosky havia vist aquesta pel·lícula en aquest teatre quan era més jove.
La pel·lícula també té escenes dins dels límits de la ciutat de Pittsburgh dins del túnel Fort Pitt, Fort Pitt Bridge a la interestatal 376 i al Mont Washington.

## Música
La banda sonora de The Perks of Being a Wallflower va ser llançada per Atlantic Records l'11 de setembre de 2012, un mes abans de l'estrena de la pel·lícula. La música de la pel·lícula va ser escollida pel director de la pel·lícula Stephen Chbosky i la supervisora musical Alexandra Patsavas, mentre que la música incidental va ser instrumentada per Michael Brook. L'àlbum de partitura es va publicar el 25 de setembre de 2012.
Chbosky va escriure a les notes del disc: “Els he compartit amb amics. I han compartit els seus favorits amb mi. Algunes de les cançons són populars. Algunes d'elles no són conegudes per molta gent. Però tots són grans a la seva manera. I com que aquestes cançons han significat molt per a mi, només volia que les tinguéssiu com a banda sonora del que necessiteu que siguin per a la vostra vida.»

## Estrena
The Perks of Being a Wallflower es va estrenar al Festival Internacional de Cinema de Toronto el 8 de setembre de 2012, amb una ovació de peu.
La pel·lícula va ser inicialment programada per a la seva estrena el 14 de setembre de 2012, però l'agost de 2012, es va anunciar que l'estrena es retardaria una setmana al 21 de setembre de 2012, a ciutats seleccionades. La pel·lícula va continuar expandint-se el 28 de setembre de 2012, amb una estrena a nivell nacional el 5 d'octubre de 2012. L'estrena al Regne Unit va ser el 23 de setembre al Festival de Cinema de Cambridge.

### Recepció
Generalment la pel·lícula va obtenir crítiques positives, Rotten tomatoes li va donar un percentatge de 86% en una escala de 7.4/10.

### Recaptació
El 21 de setembre del 2012, The Perks of Being a Wallflower va rebre un llançament limitat en quatre sales de cinema als Estats Units i va recaptar 228359 dòlars en el seu cap de setmana d'obertura, aproximadament 57 089 dòlars per cada sala de cinema. Per a febrer de 2013, la pel·lícula va recaptar $17 742 948 a Amèrica del Nord i $11 161 202 en altres països, per a un total de $28 904 150 a tot el món.

## Premis i nominacions
| Any  | Premi                              | Categoria                             | Receptor                     | Resultat |
| ---- | ---------------------------------- | ------------------------------------- | ---------------------------- | -------- |
| 2012 | Premis Independent Spirit          | Millor òpera primera                  | Millor òpera primera         |          |
| 2012 | National Board of Review           | Millors pel·lícules de l'any          | Millors pel·lícules de l'any |          |
| 2012 | Broadcast Film Critics Association | Millor intèrpret jove                 | Logan Lerman                 |          |
| 2012 | Broadcast Film Critics Association | Millor guió adaptat                   | Stephen Chbosky              |          |
| 2012 | Associació de Crítics de Boston    | Millor actor de repartiment           | Ezra Miller                  |          |
| 2013 | Teen Choice Awards                 | Millor pel·lícula drama               | Millor pel·lícula drama      |          |
| 2013 | Teen Choice Awards                 | Millor actor en una pel·lícula drama  | Logan Lerman                 |          |
| 2013 | Teen Choice Awards                 | Millor actriu en una pel·lícula drama | Emma Watson                  |          |